# L'allegria (Gianni Morandi)
L'allegria è un singolo del cantante Italiano Gianni Morandi, pubblicato l'11 giugno 2021 come primo estratto dal suo quarantunesimo album in studio Evviva!.

## Descrizione
Il singolo è stato scritto da Jovanotti, del quale vede la collaborazione insieme a Mino Vergnaghi, seppur non accreditati. Sui profili social Morandi scrive:
Il brano è caratterizzato da sonorità arabe e ritmi drum and bass e rock and roll.

## Video musicale
Un primo video, diretto da Giulia Sacchetti, è stato pubblicato il 17 giugno 2021. Il videoclip, diretto da Michele Lugaresi  e che conta la presenza dello stesso Jovanotti e la partecipazione di Valentino Rossi, è stato reso disponibile il 12 luglio 2021 tramite il canale YouTube del cantante.

## Tracce
Testi e musiche di Lorenzo Cherubini.
1. L'allegria – 3:25

## Formazione
Musicisti
- Gianni Morandi – voce
- Jovanotti – chitarra, oud, cori (voce aggiuntiva non accreditata)
- Riccardo Onori – chitarra, oud
- Saturnino – basso
- Christian "Noochie" Rigano – tastiera
- Jason Lader – sintetizzatore, programmazione
- Mino Vergnaghi - cori (voce aggiuntiva non accreditata)

Produzione
- Jovanotti – produzione
- Rick Rubin – produzione
- Leo Fresco – registrazione
- Pino "Pinaxa" Pischetola – ingegneria del suono, registrazione, missaggio